# Vitulatio
Vitulatio era una celebració del calendari de l'antiga Roma. D'origen poc clar, es feia al mes de juliol, a continuació de dues festes amb les quals es creu que estava vinculada (la Poplifugia i la Caprotinia) perquè sembla que tenien un fons comú.

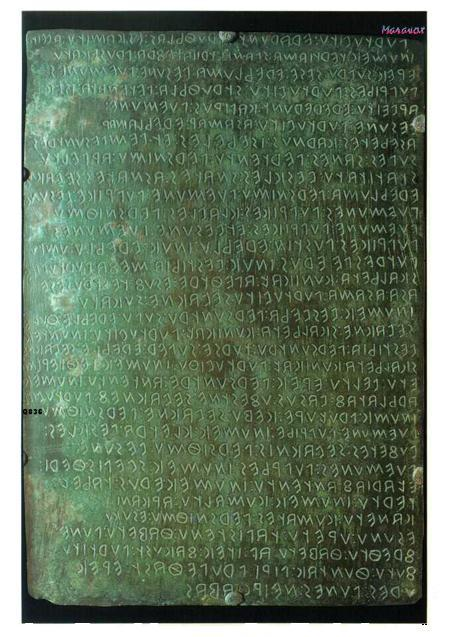
Les Taules d'Iguvium han aportat informació sobre la Vitulatio.

## Interpretacions de laVitulatio
La paraula vitulatio deriva del verb vitulari («cantar o recitar amb ritme i alegria»). Macrobi deia que vitulari és la paraula equivalent a la grega παιανίζειν (paianizein, «cantar donant gràcies per un triomf»). A més d'aquesta explicació, Macrobi oferia diverses explicacions etimològiques: Una era que la paraula venia de Victoria. Segons Virgili el nom procedia d'una deessa anomenada Vitula, de la qual no es té cap notícia i que possiblement és una invenció d'aquest autor per la semblança entre vita i vitulatio. La suposada Vitula, segons ell seria una deessa donadora de joia i alegria vital i se li oferien els primers fruits de la temporada. Una explicació més recent relaciona Vitulatio amb el terme vitulus («vedella»), per l'animal que se sacrificava en aquesta celebració. Aquesta darrera teoria va sorgir a partir d'unes inscripcions trobades a Iguvium, les Taules d'Iguvium.
Al calendari estava marcat com a dies religiosus, això implicava la prohibició de qualsevol activitat no relacionada amb la festa o amb les activitats per cobrir les necessitats bàsiques de les persones. La Vitulatio se celebrava el 8 de juliol, l'endemà de les Caprotinia i de les Poplifugia, tres festes consecutives que tenien un fons comú. Cap a finals de la República aquestes tres festes van decaure per la introducció i creixent interès dels romans pels Jocs d'Apol·lo.